# 小坂尚哉
小坂 尚哉（こさか なおや、1986年9月12日 - ）は、大阪府出身で兵庫県在住の競艇選手。登録番号4295。身長169cm。血液型AB型。94期。同期に古賀繁輝、中西裕子、岡崎恭裕らがいる。

## 来歴
- 大阪市立都島工業高等学校中退。やまと競艇学校時代は、リーグ戦勝率6.15（準優出5、優出1）の成績を残した。
- 2004年5月16日、尼崎競艇場でデビュー（6着）。
- 2004年9月21日、浜名湖競艇場で初勝利（43走目）。
- 2006年8月22日、江戸川競艇場での「第29回江戸川大賞」で初優出（6着）。
- 2007年6月15日、尼崎競艇場での「日刊ゲンダイ杯」でデビュー初優勝。
- 2008年1月22日、丸亀競艇場での「G1共同通信社杯 第22回新鋭王座決定戦競走」にG1初出場。
- 2009年3月5日、児島競艇場での「『ガァ～コの部屋』開設1周年記念競走」で完全優勝。
  - この節は、前年の賞金王決定戦に出場した瓜生正義や、倉谷和信などの強豪が集まっていた。それだけに、価値のある完全優勝とも言われる。瓜生は、最終日が自身33度目の誕生日であり、また1年前（2008年3月2日）には三国競艇場で完全優勝している。
- 2009年9月10日、多摩川競艇場での「G1ウェイキーカップ 開設55周年記念」でG1初勝利[1]。
- 2009年12月8日、浜名湖競艇場での「挑戦!NewHERO スポーツ報知ビクトリーカップ」で優勝。
- 2010年1月24日、浜名湖競艇場での「G1共同通信社杯 第24回新鋭王座決定戦」の優勝戦1号艇で登場。前付けを警戒してか深インになってしまい、スタートで立遅れ結果は5着。なおこれまで準パーフェクトV達成なるかの快進撃だった。
- 2010年7月25日、桐生競艇場での「G3 第44回東京中日スポーツ杯・G3新鋭リーグ第12戦」で優勝。自身初の新鋭リーグ優勝でもある。